# Kirchenkreis Lüdenscheid-Plettenberg
Der Evangelische Kirchenkreis Lüdenscheid-Plettenberg ist einer von 26 Kirchenkreisen innerhalb der Evangelischen Kirche von Westfalen. Zu ihm gehörten (Stand 1. Februar 2024) 69.814 Gemeindeglieder.

## Lage
Der Kirchenkreis Lüdenscheid-Plettenberg umfasst den südlichen Teil des Märkischen Kreises sowie den Großteil des Gebiets der Städte Attendorn und Lennestadt im Kreis Olpe. Er grenzt, von Nordwesten aus im Uhrzeigersinn, an den Kirchenkreis Hagen sowie an den Kirchenkreis Iserlohn (mit dem gemeinsam er den Gestaltungsraum III in der westfälischen Landeskirche bildet) und an die Kirchenkreise Soest-Arnsberg und Siegen-Wittgenstein. Im Westen ist der Kirchenkreis An der Agger der Evangelischen Kirche im Rheinland sein Nachbar; eine kurze Grenze gibt es auch mit dem Kirchenkreis Lennep.

## Geschichte
In dem zur Grafschaft Mark gehörenden Gebiet des heutigen Kirchenkreises hatte sich die Reformation zwischen 1560 (Neuenrade) und 1580 (Plettenberg) fast vollständig durchgesetzt. Die meisten Gemeinden blieben lutherisch, es entstanden im 17. Jahrhundert aber auch kleinere reformierte Gemeinden in Neuenrade, Plettenberg und Werdohl. Nach der Eingliederung in Brandenburg-Preußen konnten beide Kirchen ihre presbyterial-synodale Verfassung erhalten und festigen. Die lutherischen Gemeinden waren zunächst auf die Classes Altena und Neuenrade-Plettenberg verteilt, während die reformierten mit denen von Altena, Breckerfeld, Wiblingwerde und Iserlohn die Classe Süderland bildeten. 1797 wurde der größte Teil der Classis Altena mit der Classis Neuenrade-Plettenberg zur Classis Lüdenscheid vereinigt, die damit schon weitestgehend dasselbe Gebiet wie der spätere Kirchenkreis umfasste.
Im Zuge der Neuordnung der preußischen Provinz Westfalen nach dem Wiener Kongress wurde 1818 als einer von 16 Kirchenkreisen auch der Kirchenkreis Lüdenscheid (nach damaligem Sprachgebrauch Diözese Lüdenscheid oder Synode Lüdenscheid) gegründet, in dem die lutherischen und reformierten Gemeinden vereinigt waren. Bis auf die Stadt Altena, die zum Kirchenkreis Iserlohn kam, war er deckungsgleich mit dem Kreis Altena. In den zum ehemaligen Herzogtum Westfalen und nun zum Kreis Olpe gehörenden Gebieten wohnten damals nur wenige Evangelische. Erst durch die Industrialisierung im Laufe des 19. Jahrhunderts entstanden evangelische Gemeinden (in Attendorn 1856, in Grevenbrück-Meggen 1874), die sich dem Kirchenkreis anschlossen.
1959 wurde der östliche Teil des Kirchenkreises als Kirchenkreis Plettenberg abgetrennt. Im Jahr 2000 fusionierten beide Kirchenkreise wieder zum jetzigen Kirchenkreis Lüdenscheid-Plettenberg. Dabei wurde die Kirchengemeinde Rummenohl an den Kirchenkreis Hagen abgegeben. Die Zahl der Gemeindeglieder im Kirchenkreis ist von 150.000 in den 60er Jahren auf 112.000 Gläubige beim Zusammenschluss der Kirchenkreise gesunken. Mit Stand von Februar 2024 waren es nur noch knapp 70.000.

## Kirchen und Gemeinden
Zum Kirchenkreis Lüdenscheid-Plettenberg gehören 23 Kirchengemeinden.
- Evangelische Kirchengemeinde Attendorn-Lennestadt
  - Evangelische Kirche Altenhundem, Erlöserkirche (Attendorn), Christuskirche (Finnentrop), Evangelische Kirche Grevenbrück, Emmaus-Kirche (Würdinghausen)
- Evangelische Kirchengemeinde Brügge
  - Kreuzkirche
- Evangelische Kirchengemeinde Brüninghausen
  - Evangelische Kirche Brüninghausen
- Evangelische Kirchengemeinde Eiringhausen
  - Johanniskirche (Eiringhausen)
- Evangelische Kirchengemeinde Halver
  -  Nicolai-Kirche
- Evangelische Kirchengemeinde Herscheid
  -  Apostelkirche
- Evangelische Kirchengemeinde Hülscheid- Heedfeld
  - Evangelische Kirche Heedfeld, Evangelische Kirche Hülscheid
- Evangelische Kirchengemeinde Kierspe
  - Christuskirche, Margarethenkirche
- Evangelische Christus-Kirchengemeinde Lüdenscheid
  - Christuskirche, Markuskirche
- Evangelische Johannes-Kirchengemeinde Lüdenscheid
  - Johanneskirche
- Evangelische Kreuzkirchengemeinde Lüdenscheid
  - Kreuzkirche
- Ev. Versöhnungs-Kirchengemeinde Lüdenscheid
  - Apostelkirche,  Erlöserkirche
- Evangelische Kirchengemeinde Meinerzhagen
  - Jesus-Christus-Kirche, Johanneskirche
- Evangelische Kirchengemeinde Neuenrade
  - Evangelische Kirche Neuenrade
- Evangelische Kirchengemeinde Oberbrügge
  - Evangelische Kirche Oberbrügge
- Evangelische Kirchengemeinde Oberrahmede
  - Evangelische Kirche Oberrahmede
- Evangelische Kirchengemeinde Ohle
  - Evangelische Kirche Ohle
- Evangelische Kirchengemeinde Plettenberg
  - Christuskirche, Erlöserkirche, Martin-Luther-Kirche
- Evangelische Kirchengemeinde Rahmede
  - Friedrichskirche
- Evangelische Kirchengemeinde Rönsahl
  - Evangelische Kirche Rönsahl
- Evangelische Kirchengemeinde Schalksmühle-Dahlerbrück
  - Christuskirche (Dahlerbrück), Erlöserkirche (Schalksmühle), Kreuzkirche (Schalksmühle)
- Evangelische Kirchengemeinde Valbert
  - Evangelische Kirche Valbert
- Evangelische Kirchengemeinde Werdohl
  - Christuskirche, Friedenskirche

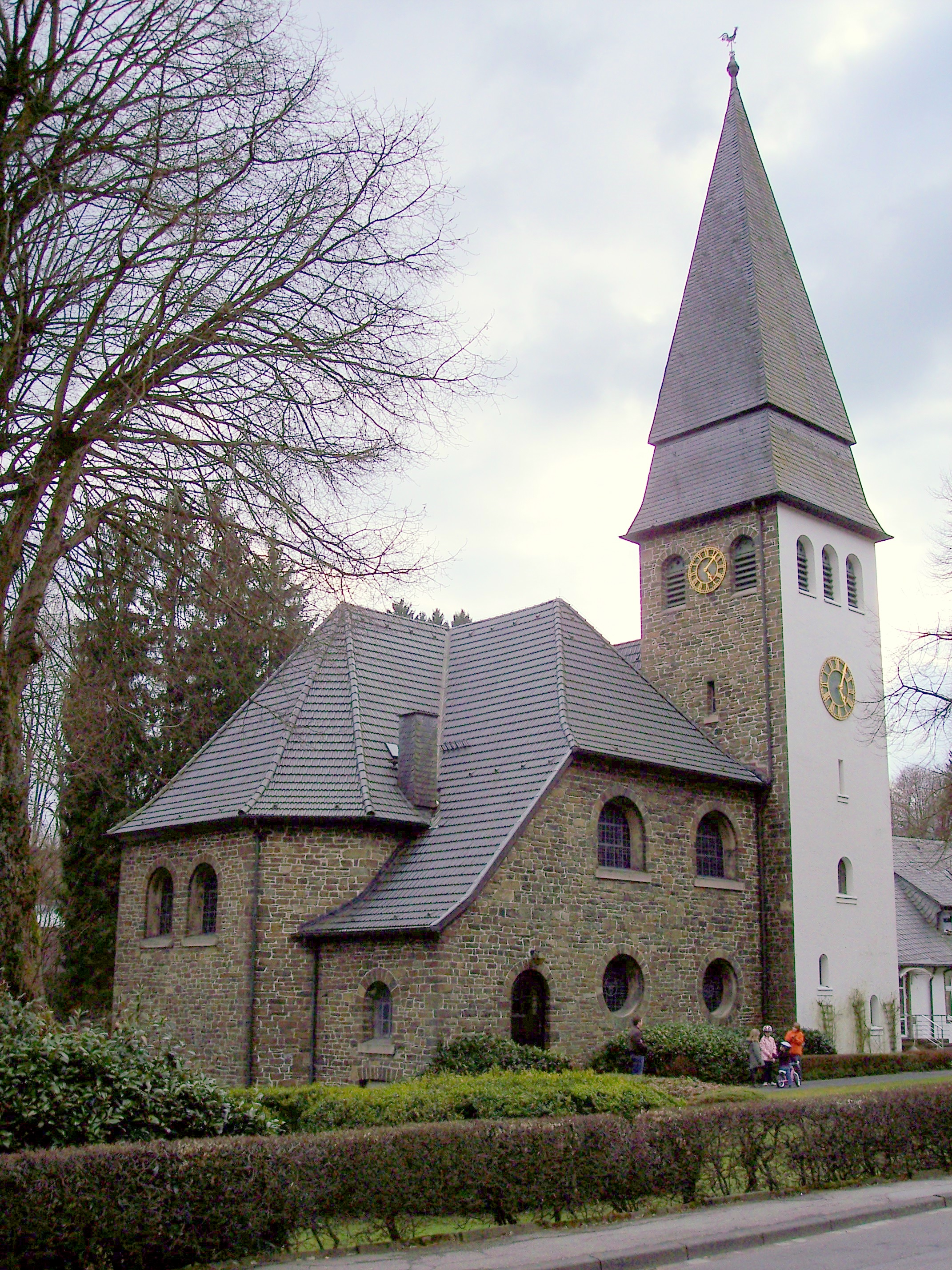
Evangelische Kirche Brüninghausen
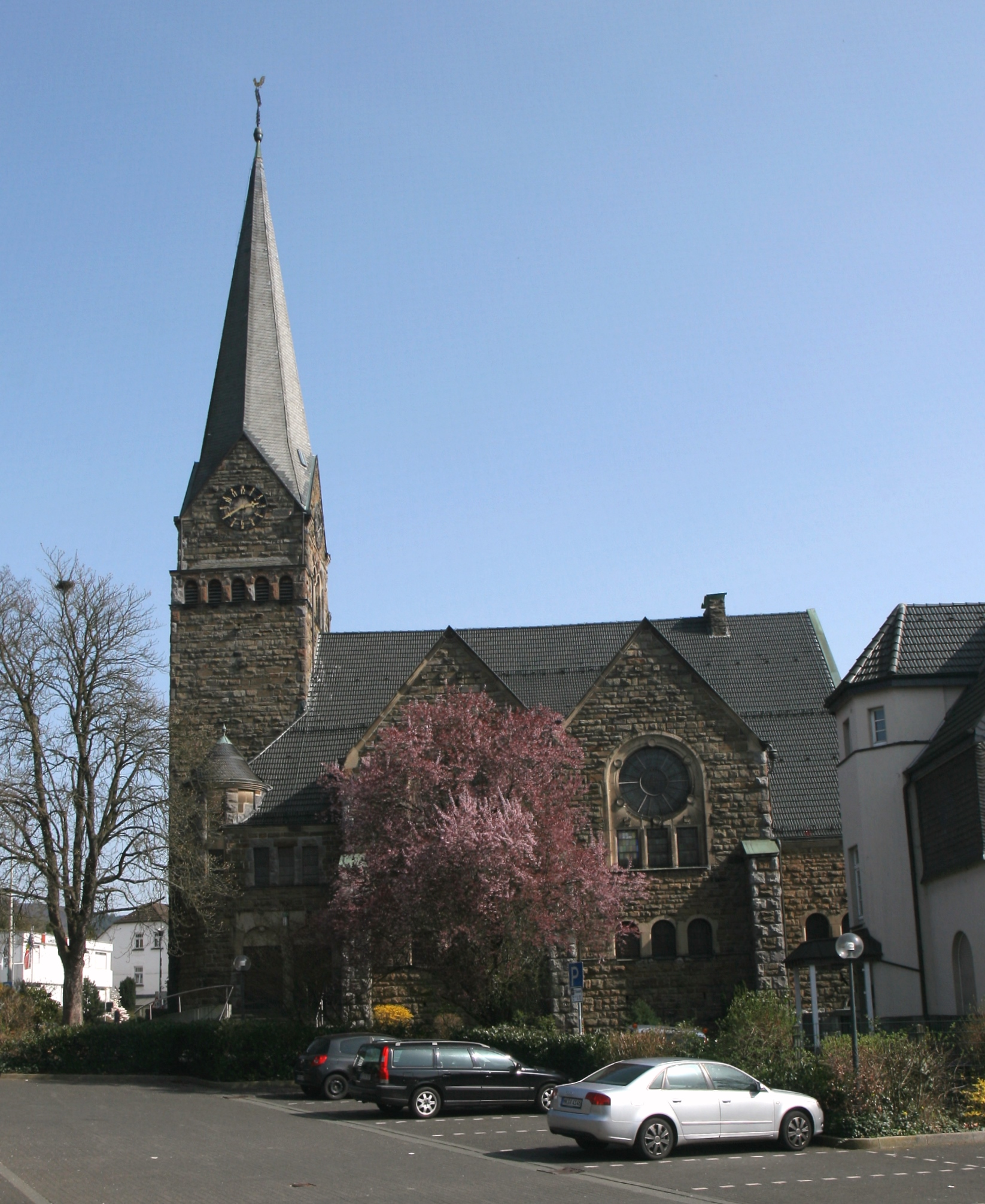
Johanniskirche in Eiringhausen
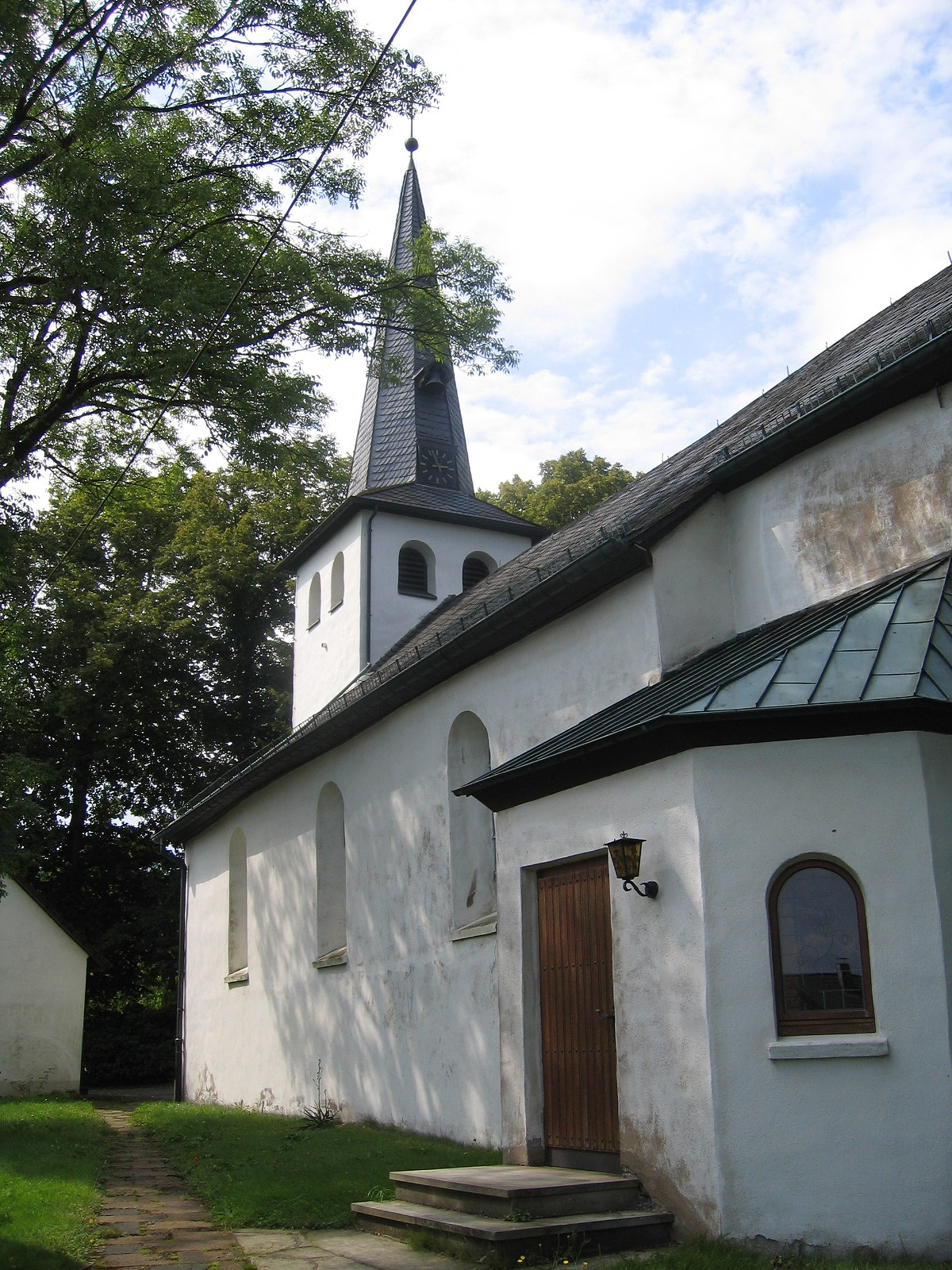
Evangelische Kirche Heedfeld
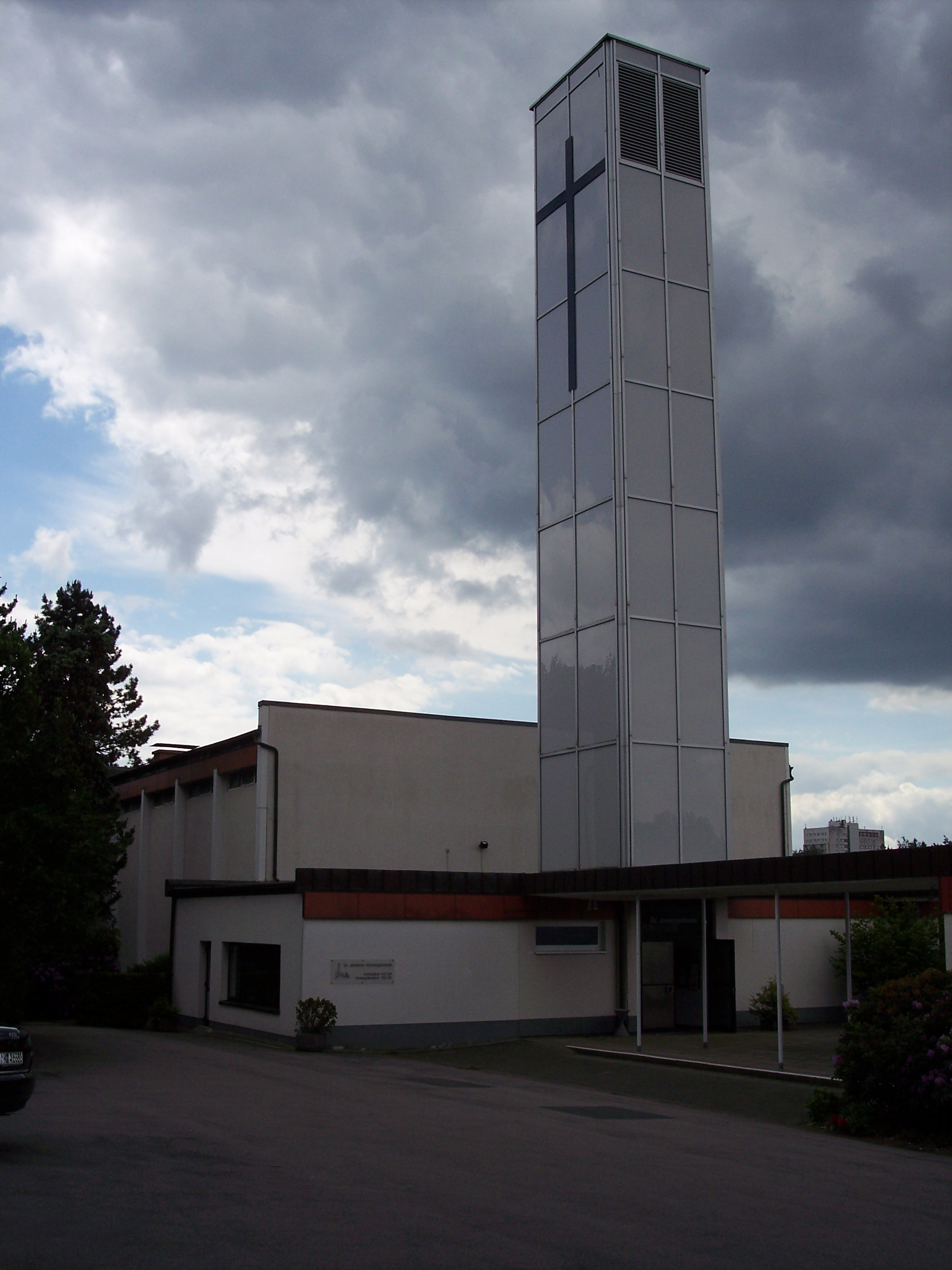
Johanneskirche in Lüdenscheid
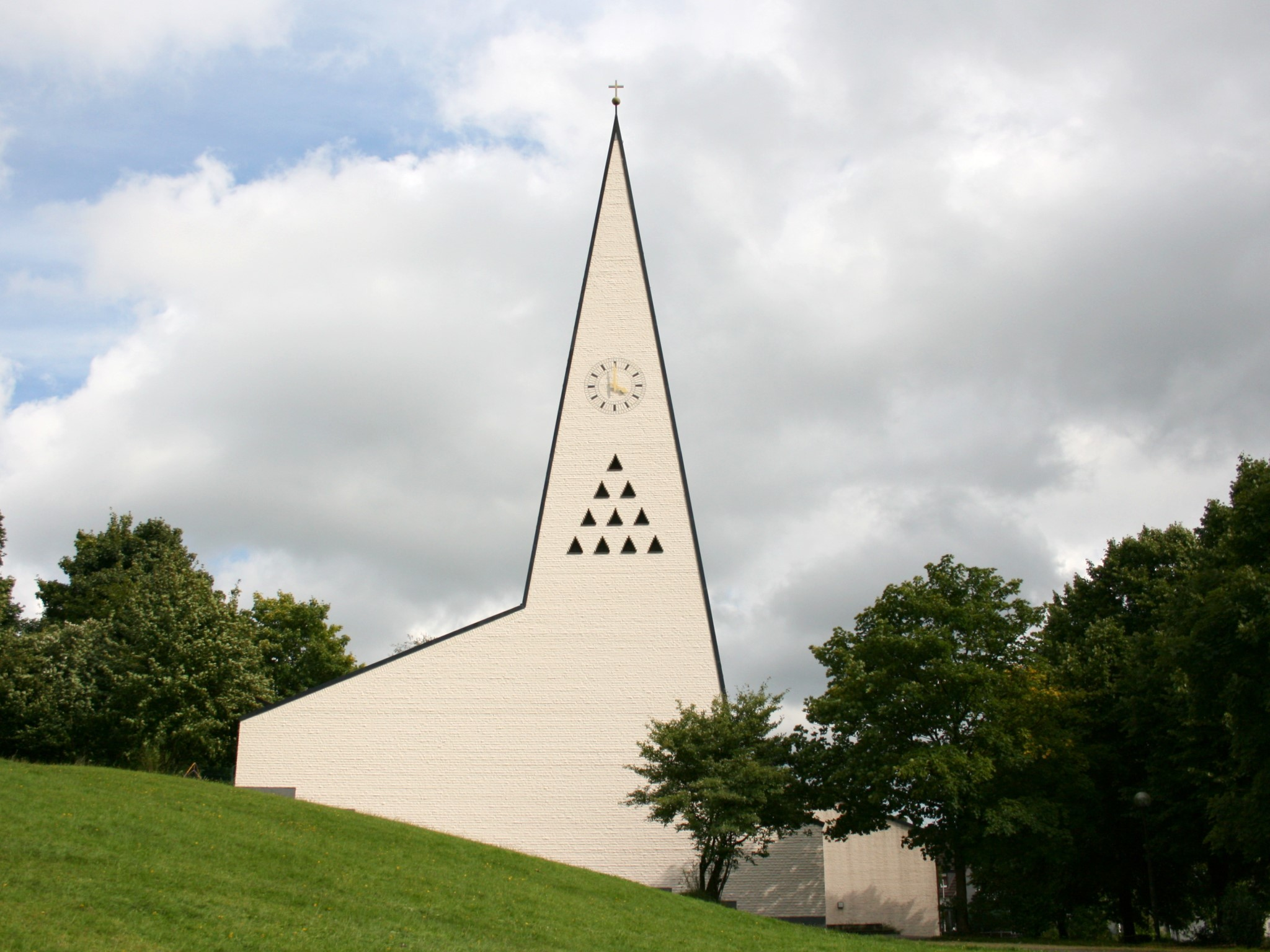
Johanneskirche in Meinerzhagen
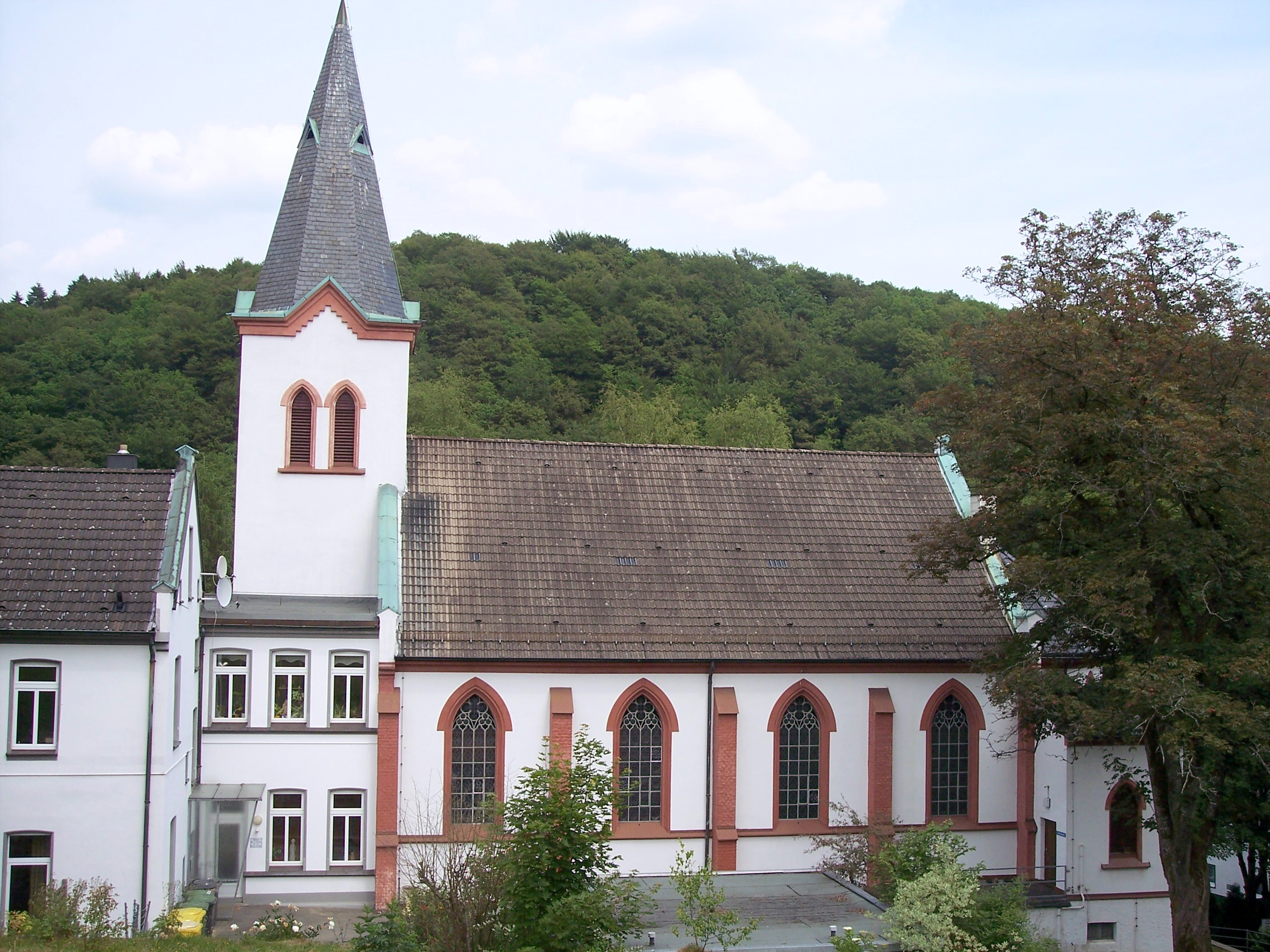
Kirche Oberrahmede
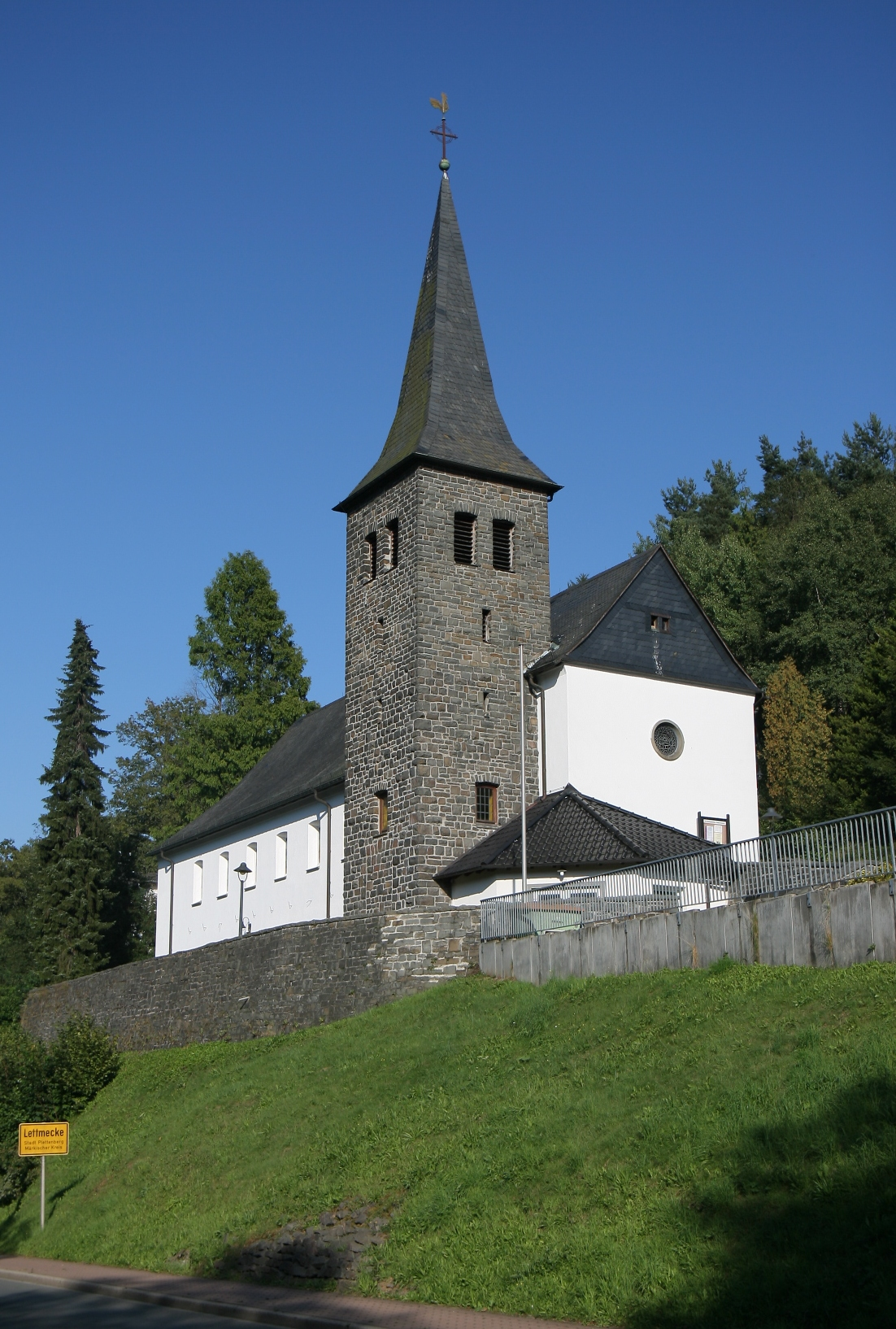
Erlöserkirche in Plettenberg-Lettmecke
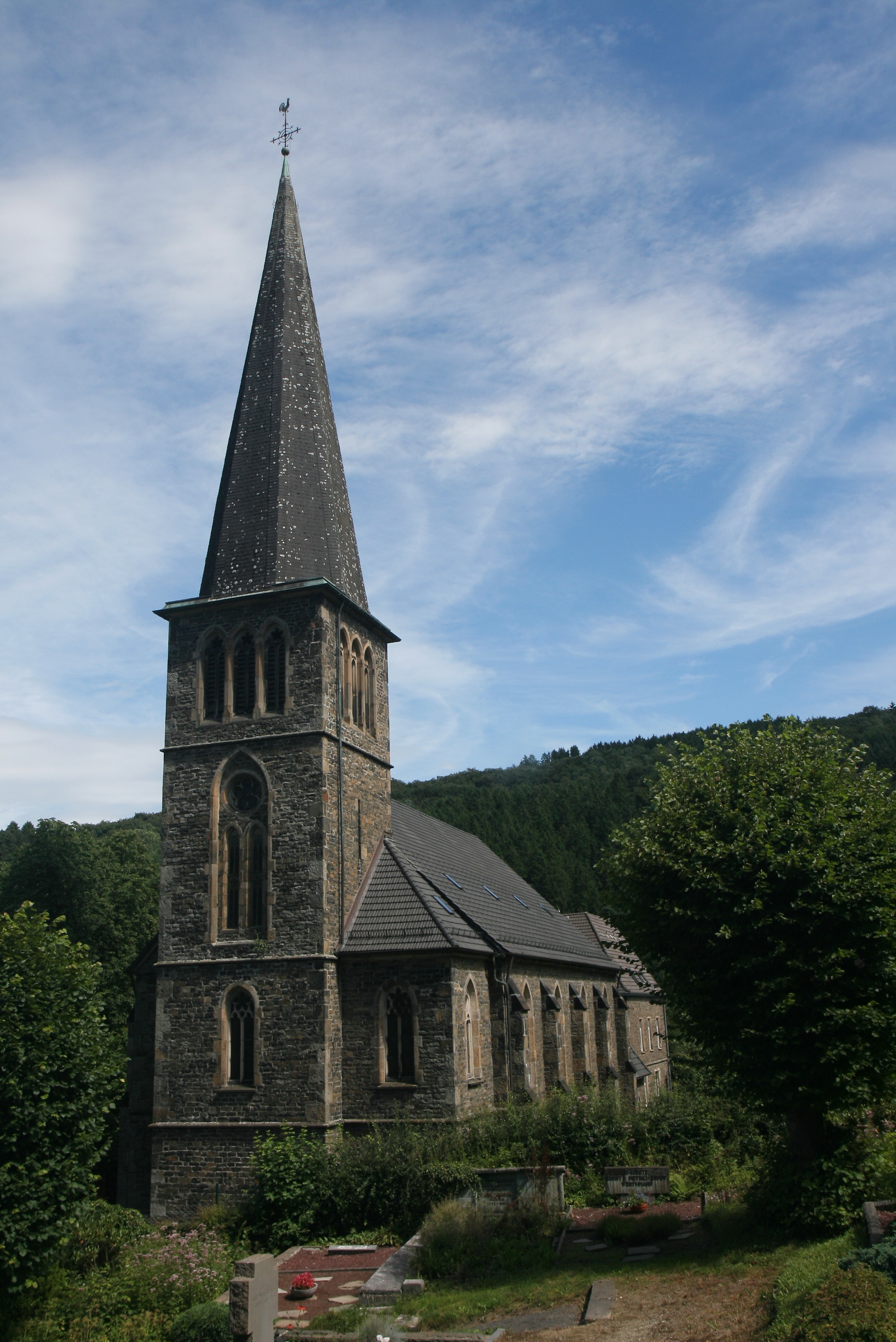
Evangelische Kirche Rahmede
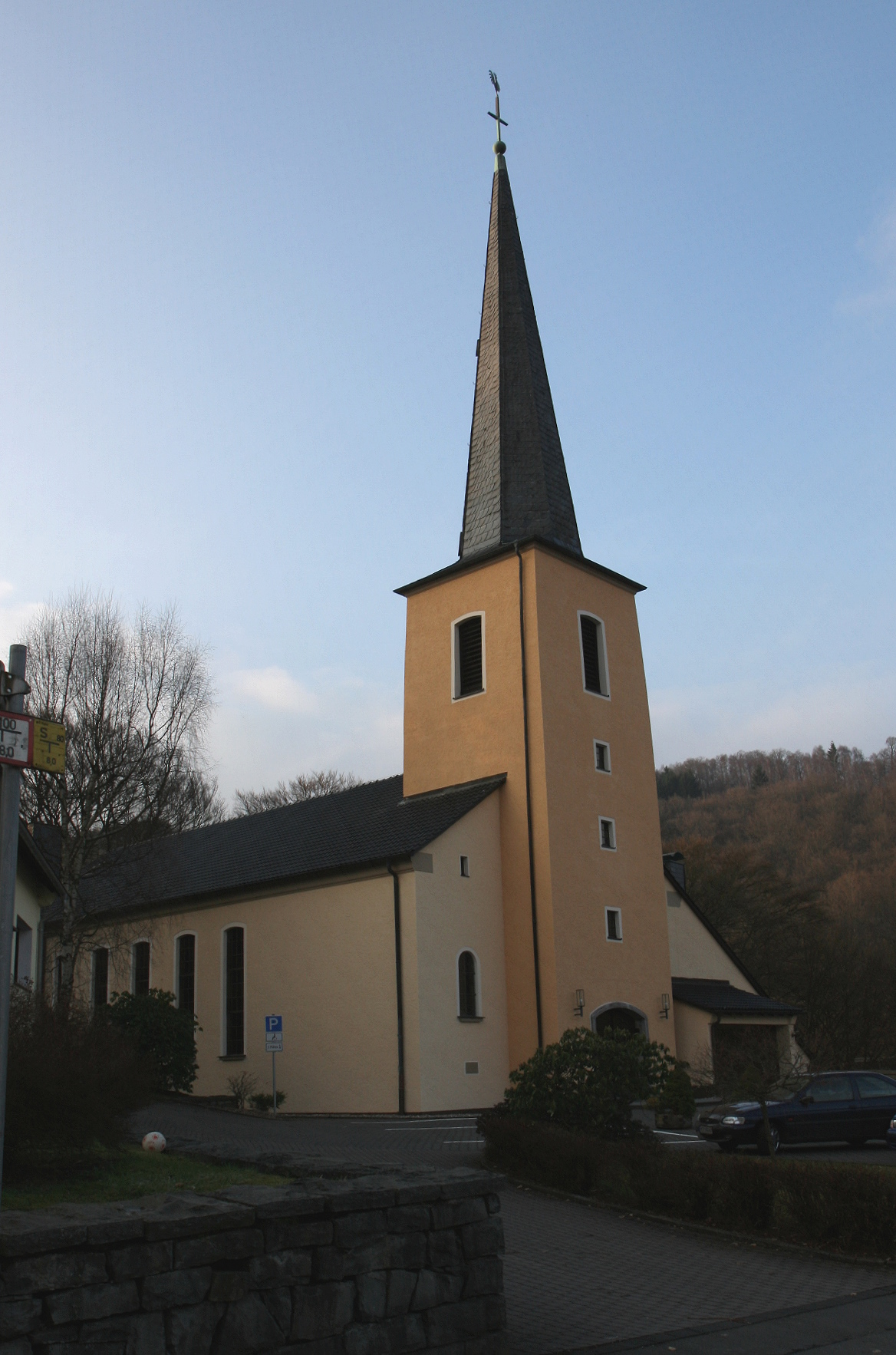
Friedenskirche in Werdohl

## Einrichtungen
Der Kirchenkreis unterstützt die Kirchengemeinden, macht aber zugleich zahlreiche Angebote für übergemeindliche kirchliche Arbeit. So unterhält er mehrere Fachreferate, darunter ein Schulreferat mit Mediathek, ein Diakonisches Werk und zwei Freizeithäuser, das Landhaus Nordhelle und das Haus „Alter Leuchtturm“ auf der Insel Borkum.

## Superintendenten

### Kirchenkreis Lüdenscheid
| von  | bis  | Name                    |
| ---- | ---- | ----------------------- |
| 1818 | 1821 | Friedrich Keßler        |
| 1822 | 1822 | Friedrich Kleinschmidt  |
| 1823 | 1826 | Franz Hueck             |
| 1827 | 1830 | Friedrich Keßler        |
| 1830 | 1833 | Friedrich Geck          |
| 1834 | 1841 | Kaspar Philipps         |
| 1842 | 1848 | Karl Schirmer           |
| 1848 | 1853 | Friedrich Werckshagen   |
| 1854 | 1859 | Carl Stöter             |
| 1861 | 1885 | Wilhelm Geck            |
| 1885 | 1910 | Karl Niederstein        |
| 1910 | 1911 | Friedrich Geck          |
| 1912 | 1922 | Heinrich Kepp           |
| 1923 | 1933 | Karl Turck              |
| 1933 | 1947 | Friedrich Arning        |
| 1948 | 1964 | Walter Köllner          |
| 1964 | 1988 | Karl-Friedrich Mühlhoff |
| 1988 | 2000 | Hans-Ulrich Köster      |

### Kirchenkreis Plettenberg
| von  | bis  | Name           |
| ---- | ---- | -------------- |
| 1959 | 1972 | Otto Grünberg  |
| 1972 | 1996 | Wilhelm Ubrig  |
| 1996 | 2000 | Klaus Majoress |

### Kirchenkreis Lüdenscheid-Plettenberg
| von  | bis   | Name           |
| ---- | ----- | -------------- |
| 2000 | 2020  | Klaus Majoress |
| 2020 | heute | Christof Grote |